# Tanacetum silaifolium
Tanacetum silaifolium là một loài thực vật có hoa trong họ Cúc. Loài này được (DC.) Sch.Bip. miêu tả khoa học đầu tiên năm 1844.